# Nairobi National Museum

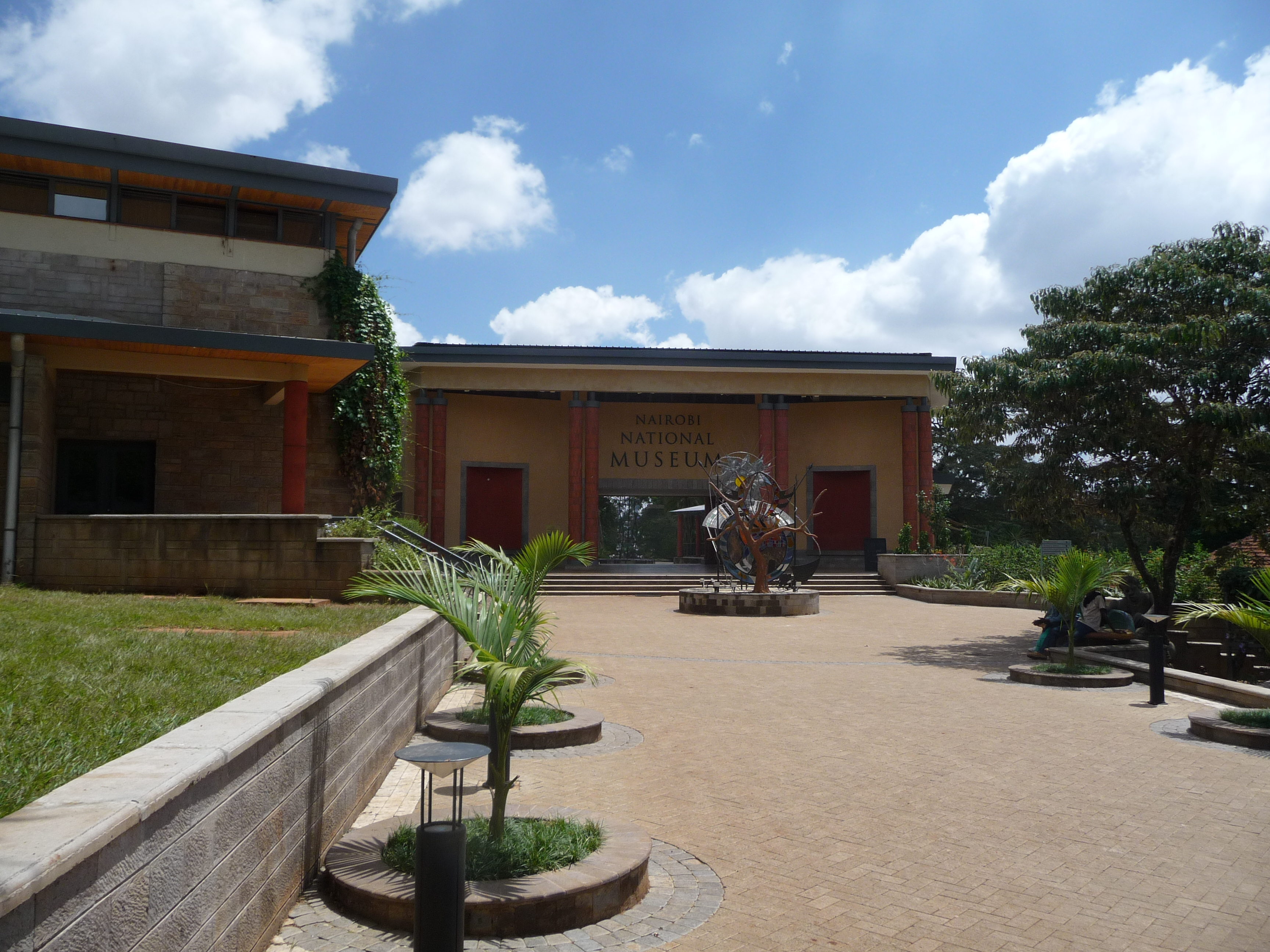
Entrén till Nairobi National Museum.

Nairobi National Museum är ett av Kenyas nationalmuseer, National Museums of Kenya beläget på Museum Hill i Nairobi.
Museet grundades ursprungligen 1910 av East Africa and Uganda Natural History Society och låg då på platsen där Nyayo House nu står. 1922 flyttade det till nuvarande Nairobi Serena Hotel i Uhuru Park och 1929 till sin nuvarande plats på Museum Hill, där det döptes till Coryndon Museum efter den tidigare brittiske guvernören i Kenya Robert Coryndon. Vid självständigheten 1963 fick det namnet National Museum of Kenya. De nuvarande lokalerna invigdes 2005.
Till museets permanenta utställningar hör en naturhistorisk utställning med bland annat ett komplett skelett av en Homo erectus-pojke, samt en utställning om de största kenyanska folkgrupperna kulturhistoria.